# 小泉隆
小泉 隆（こいずみ たかし）は、日本の宗教家、政治家。宗教法人創価学会蒲田支部長、理事、参議会議長、第2代理事長、会長代行、最高顧問などを歴任した。東京都議会議員（5期）および第21代副議長。
1952年、池田大作と白木かねとの結婚で仲人、媒酌人を務めた。理事長在任中の1955年4月、第3回統一地方選挙で東京都議会議員に大田区選挙区から立候補、初当選した。1957年、公職選挙法違反事件「大阪事件」で買収の嫌疑により逮捕、起訴されたが、翌1958年無罪判決が出された。